# André Catel-Béghin
Pour les articles homonymes, voir Catel et Béghin.
André Catel-Beghin, né le 11 juin 1813 à Carvin et mort dans la même ville le 2 avril 1894, est un homme politique français.

## Biographie
Négociant en mercerie, dont la boutique se situait au 42 de la rue de Paris, puis au 44 de la rue de Béthune à Lille (1854), il devient administrateur du comptoir d'escompte.
Il est maire de Lille de 1873 à 1878. Il contribua au développement de l'enseignement de la ville. Il initie le développement du quartier universitaire Saint-Michel, rue Jeanne-d'Arc et rue Jean-Bart. C'est également lui qui fait ériger le Palais Rameau, à partir du legs de Charles Rameau (300 000 francs), président de la Société d’Horticulture.
Il se fait construire l'hôtel Catel-Béghin.